# Bruno Pesaola
Bruno Pesaola (* 28. Juli 1925 in Buenos Aires; † 29. Mai 2015 in Neapel) war ein argentinisch-italienischer Fußballspieler und -trainer, der während seiner aktiven Laufbahn für verschiedene Vereine in Argentinien und Italien sowie für die italienische Fußballnationalmannschaft auflief.

## Karriere

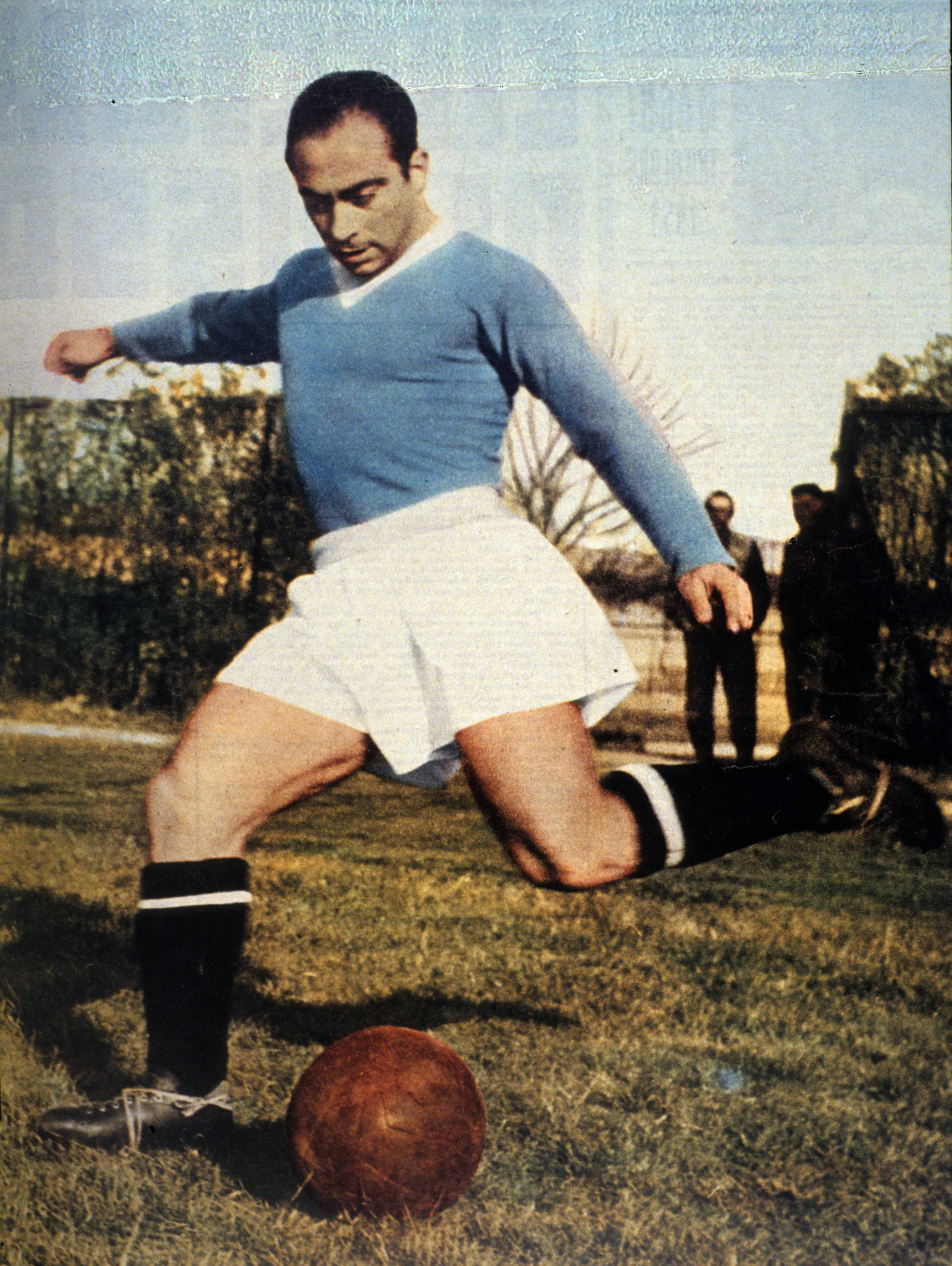
Pesaola im Trikot der AC Neapel

Bruno Pesaola begann seine Karriere im Jahr 1939 in der Jugendmannschaft von River Plate. Im Jahr 1945 wechselte er zu Sportivo Dock Sud und wurde zwei Jahre später vom italienischen Verein AS Rom unter Vertrag genommen. Dort erhielt er seine ersten Einsätze in der Serie A und schaffte mit der Mannschaft den Klassenerhalt. Danach ging er zu Novara Calcio und absolvierte dort erneut viele Partien. 1952 wurde der Mittelfeldakteur von der AC Neapel verpflichtet, bei dem er die erfolgreichste Zeit seiner Karriere erlebte. Pesaola agierte bei Neapel als Stammspieler und Leistungsträger. Er absolvierte in acht Jahren insgesamt 240 Partien in der höchsten Spielklasse und erzielte 27 Tore.
Obwohl er mit der Mannschaft regelmäßig die vorderen Ränge belegte, gelang es nicht eine bessere Platzierung als den vierten Schlussrang in den Spielzeiten 1952/53 und 1957/58 zu erreichen. Der gebürtige Argentinier, der inzwischen auch die italienische Staatsbürgerschaft erhalten hatte, absolvierte am 26. Mai 1957 in der Partie gegen Portugal sein einziges Länderspiel für Italien. Der Mittelfeldspieler erhielt danach keine weiteren Aufgebote für die Nationalelf. Seine letzte Station als Profispieler war der CFC Genua, für den er in der Saison 1960/61 auflief.
Im Anschluss an seine Karriere als aktiver Spieler begann er eine Laufbahn als Vereinstrainer. Seine erste Station war dabei die AC Neapel, der er von 1962 bis 1968 an der Seitenlinie führte. Im selben Jahr konnte mit dem Finalsieg über SPAL Ferrara der Gewinn des nationalen Pokalwettbewerbs, der Coppa Italia, gefeiert werden. Die beste Platzierung mit Neapel während seiner Amtszeit erreichte er in der Saison 1967/68, als der zweite Rang hinter der AC Mailand belegt werden konnte. Danach arbeitete er die folgenden drei Jahre bei der AC Florenz, mit dem er in der Spielzeit 1968/69 die italienische Meisterschaft erringen konnte. Auch bei seiner folgenden Station beim FC Bologna hatte er Erfolg und holte im Jahr 1974 zum zweiten Mal in seiner Trainerkarriere die Coppa Italia.
Bei seiner Rückkehr nach Neapel 1976/77 gelang es ihm einen weiteren Titel zu gewinnen und den Englisch-italienischen Ligapokal mit der Mannschaft zu erringen. In zwei Partien konnte der englische Vertreter FC Southampton besiegt werden. Daraufhin unterschrieb Pesaola erneut beim FC Bologna, den er in zwei Jahren mit mäßigen Platzierungen zum Klassenerhalt führte. Bei den letzten Stationen seiner Trainerkarriere, Panathinaikos Athen, US Siracusa und abermals die SSC Neapel, konnte er nicht mehr an die früheren Erfolge anknüpfen und gewann keine weiteren Titel.

## Erfolge
- Italienischer Meister: 1968/69
- Italienischer Pokalsieger: 1961/62, 1973/74
- Alpenpokalsieger: 1966
- Englisch-italienischer Ligapokalsieger: 1976

## Sonstiges
Pesaola erhielt am 20. November 2009 die Ehrenbürgerschaft der Stadt Neapel verliehen.